# Brian Dabul
Brian Dabul (ur. 24 lutego 1984 w Buenos Aires) – argentyński tenisista.

## Kariera tenisowa
Karierę tenisową Dabul rozpoczął w 2001 roku, a zakończył w 2012.
W grze pojedynczej Argentyńczyk wygrał 8 turniejów rangi ATP Challenger Tour. W deblu jego największym osiągnięciem jest zwycięstwo w rozgrywkach rangi ATP World Tour w parze z Pablem Cuevasem w Viña del Mar w 2009 roku. Na początku XXI-go wieku Dabul uznawany był za jednego z bardziej utalentowanych tenisistów; na początku stycznia 2002 roku był liderem rankingu singlowego wśród juniorów.
Najwyżej sklasyfikowany w rankingu ATP singlistów był na 82. miejscu w marcu 2009 roku, z kolei w zestawieniu deblistów w styczniu 2010 roku był na 79. pozycji.

### Zwycięstwa w turniejach ATP Challenger Tour w grze pojedynczej
| Końcowy wynik | Nr | Data | Turniej          | Nawierzchnia | Przeciwnik         | Wynik finału        |
| ------------- | -- | ---- | ---------------- | ------------ | ------------------ | ------------------- |
| Zwycięzca     | 1. | 2007 | Belo Horizonte   | Twarda       | Eduardo Schwank    | 6:7(4), 7:6(5), 6:3 |
| Zwycięzca     | 2. | 2007 | Campos do Jordão | Twarda       | Michael Quintero   | 7:5, 7:5            |
| Zwycięzca     | 3. | 2008 | San Luis Potosí  | Ceglana      | Mariano Puerta     | walkower            |
| Zwycięzca     | 4. | 2008 | Campos do Jordão | Twarda       | Izak van der Merwe | 7:5, 6:7(6), 6:3    |
| Zwycięzca     | 5. | 2010 | Salinas          | Twarda       | Nicolás Massú      | 6:3, 6:2            |
| Zwycięzca     | 6. | 2010 | Tallahassee      | Twarda       | Robby Ginepri      | 4:6, 4:0 krecz      |
| Zwycięzca     | 7. | 2010 | Winnetka         | Twarda       | Tim Smyczek        | 6:1, 1:6, 6:1       |
| Zwycięzca     | 8. | 2011 | Manta            | Twarda       | Facundo Argüello   | 6:1, 6:3            |

### Finały w turniejach ATP World Tour
| Legenda                                      |
| -------------------------------------------- |
| Wielki Szlem                                 |
| Igrzyska olimpijskie                         |
| Tennis Masters Cup / ATP Finals              |
| ATP Masters Series / ATP Tour Masters 1000   |
| ATP International Series Gold / ATP Tour 500 |
| ATP International Series / ATP Tour 250      |

#### Gra podwójna (1–0)
| Końcowy wynik | Nr | Data          | Turniej      | Nawierzchnia | Partner      | Przeciwnicy                      | Wynik finału |
| ------------- | -- | ------------- | ------------ | ------------ | ------------ | -------------------------------- | ------------ |
| Zwycięzca     | 2. | 8 lutego 2009 | Viña del Mar | Ceglana      | Pablo Cuevas | František Čermák Michal Mertiňák | 6:3, 6:3     |